# پادیرنس
پادیرنس دهستانی در استان آبیلای اسپانیا است.
در این دهستان ۲۴۵ نفر زندگی می‌کنند. مساحت این دهستان ۳۶٫۸۶ کیلومتر مربع است.